# Good Vibrations - Best of The Beach Boys
Good Vibrations - Best of The Beach Boys es el cuarto álbum de compilación oficial por The Beach Boys, y el primero por el nuevo sello discográfico Brother Records, fundado por el grupo. Este álbum alcanzó el puesto n.º 25 en Estados Unidos, duró 23 semanas en las listas de venta.

## Historia
En junio de 1974, el viejo sello de The Beach Boys, Capitol Records, lanzó un álbum de compilación doble, con los éxitos de 1962 a 1965 llamado Endless Summer. Cuando el lanzamiento no oficial resultó ser un éxito sorpresivo, un sucesor Spirit of America, fue publicado precipitadamente en la primavera de 1975. Decidiendo publicar una compilación oficial tras su repentina explosión comercial en el país local, The Beach Boys de una manera oportunista lanzaron Good Vibrations - Best of The Beach Boys.
Temporalmente habiendo recibido los derechos licenciativos de todos sus álbumes de Capitol de Pet Sounds en adelante, se pudo usar exclusivamente material de 1965, incluyendo sus trabajos contemporáneos, y se pudo crear una colección más diversa, y no con los éxitos trillados del grupo.
Lanzado en junio de 1975, Good Vibrations - Best of The Beach Boys, alcanzó el puesto n.º 25 en Estados Unidos en ventas de discos, pero las dos colecciones de Capitol eran más atractivas a los compradores, y muy lejos vendieron más que esta colección.
Debido a compilaciones más nuevas y más completas, Good Vibrations - Best of The Beach Boys se encuentra actualmente descatalogado.

## Lista de canciones
| Lado A |                                                                                      |          |  |
| N.º    | Título                                                                               | Duración |  |
| 1.     | «Sail On, Sailor» (Brian Wilson/Tandyn Almer/Jack Rieley/Ray Kennedy/Van Dyke Parks) | 3:18     |  |
| 2.     | «Sloop John B» (Trad. Arr. Brian Wilson)                                             | 2:56     |  |
| 3.     | «God Only Knows» (Brian Wilson y Tony Asher)                                         | 2:50     |  |
| 4.     | «Darlin'» (Brian Wilson)                                                             | 2:12     |  |
| 5.     | «Add Some Music to Your Day» (Brian Wilson/Mike Love/Joe Knott)                      | 3:34     |  |
| 6.     | «Wouldn't It Be Nice» (Brian Wilson/Tony Asher/Mike Love)                            | 2:22     |  |

| Lado B |                                                               |          |  |
| N.º    | Título                                                        | Duración |  |
| 7.     | «Good Vibrations» (Brian Wilson y Mike Love)                  | 3:36     |  |
| 8.     | «Do It Again» (Brian Wilson y Mike Love)                      | 2:25     |  |
| 9.     | «Caroline, No» (Brian Wilson/Tony Asher)                      | 2:18     |  |
| 10.    | «Friends» (Brian Wilson/Carl Wilson/Dennis Wilson/Al Jardine) | 2:30     |  |
| 11.    | «Surf's Up» (Brian Wilson y Van Dyke Parks)                   | 4:12     |  |
| 12.    | «Heroes and Villains» (Brian Wilson/Van Dyke Parks)           | 3:37     |  |